# Danh sách album quán quân năm 1993 (Mỹ)
Dưới đây là danh sách các album quán quân trên tạp chí Billboard trong năm 1993, theo kết quả xếp hạng của bảng xếp hạng US Billboard 200.

## Lịch sử xếp hạng
| Album bán chạy nhất năm 1993 | Chỉ album bán chạy nhất năm 1993 |

| Ngày phát hành ấn bản | Album                              | Nghệ sĩ                         | Nguồn  |
| --------------------- | ---------------------------------- | ------------------------------- | ------ |
| 2 tháng 1             | The Bodyguard                      | Whitney Houston / Nhiều nghệ sĩ | [ 1 ]  |
| 9 tháng 1             | The Bodyguard                      | Whitney Houston / Nhiều nghệ sĩ | [ 2 ]  |
| 16 tháng 1            | The Bodyguard                      | Whitney Houston / Nhiều nghệ sĩ | [ 3 ]  |
| 23 tháng 1            | The Bodyguard                      | Whitney Houston / Nhiều nghệ sĩ | [ 4 ]  |
| 30 tháng 1            | The Bodyguard                      | Whitney Houston / Nhiều nghệ sĩ | [ 5 ]  |
| 6 tháng 2             | The Bodyguard                      | Whitney Houston / Nhiều nghệ sĩ | [ 6 ]  |
| 13 tháng 2            | The Bodyguard                      | Whitney Houston / Nhiều nghệ sĩ | [ 7 ]  |
| 20 tháng 2            | The Bodyguard                      | Whitney Houston / Nhiều nghệ sĩ | [ 8 ]  |
| 27 tháng 2            | The Bodyguard                      | Whitney Houston / Nhiều nghệ sĩ | [ 9 ]  |
| 6 tháng 3             | The Bodyguard                      | Whitney Houston / Nhiều nghệ sĩ | [ 10 ] |
| 13 tháng 3            | Unplugged                          | Eric Clapton                    | [ 11 ] |
| 20 tháng 3            | Unplugged                          | Eric Clapton                    | [ 12 ] |
| 27 tháng 3            | Unplugged                          | Eric Clapton                    | [ 13 ] |
| 3 tháng 4             | The Bodyguard                      | Whitney Houston / Nhiều nghệ sĩ | [ 14 ] |
| 10 tháng 4            | Songs of Faith and Devotion        | Depeche Mode                    | [ 15 ] |
| 17 tháng 4            | The Bodyguard                      | Whitney Houston / Nhiều nghệ sĩ | [ 16 ] |
| 24 tháng 4            | The Bodyguard                      | Whitney Houston / Nhiều nghệ sĩ | [ 17 ] |
| 1 tháng 5             | The Bodyguard                      | Whitney Houston / Nhiều nghệ sĩ | [ 18 ] |
| 8 tháng 5             | Get a Grip                         | Aerosmith                       | [ 19 ] |
| 15 tháng 5            | The Bodyguard                      | Whitney Houston / Soundtrack    | [ 20 ] |
| 22 tháng 5            | The Bodyguard                      | Whitney Houston / Soundtrack    | [ 21 ] |
| 29 tháng 5            | The Bodyguard                      | Whitney Houston / Soundtrack    | [ 22 ] |
| 5 tháng 6             | janet.                             | Janet Jackson                   | [ 23 ] |
| 12 tháng 6            | janet.                             | Janet Jackson                   | [ 24 ] |
| 19 tháng 6            | janet.                             | Janet Jackson                   | [ 25 ] |
| 26 tháng 6            | janet.                             | Janet Jackson                   | [ 26 ] |
| 3 tháng 7             | janet.                             | Janet Jackson                   | [ 27 ] |
| 10 tháng 7            | janet.                             | Janet Jackson                   | [ 28 ] |
| 17 tháng 7            | Back to Broadway                   | Barbra Streisand                | [ 29 ] |
| 24 tháng 7            | Zooropa                            | U2                              | [ 30 ] |
| 31 tháng 7            | Zooropa                            | U2                              | [ 31 ] |
| 7 tháng 8             | Black Sunday                       | Cypress Hill                    | [ 32 ] |
| 14 tháng 8            | Black Sunday                       | Cypress Hill                    | [ 33 ] |
| 21 tháng 8            | Sleepless in Seattle               | Nhiều nghệ sĩ                   | [ 34 ] |
| 28 tháng 8            | River of Dreams                    | Billy Joel                      | [ 35 ] |
| 4 tháng 9             | River of Dreams                    | Billy Joel                      | [ 36 ] |
| 11 tháng 9            | River of Dreams                    | Billy Joel                      | [ 37 ] |
| 18 tháng 9            | In Pieces                          | Garth Brooks                    | [ 38 ] |
| 25 tháng 9            | In Pieces                          | Garth Brooks                    | [ 39 ] |
| 2 tháng 10            | In Pieces                          | Garth Brooks                    | [ 40 ] |
| 9 tháng 10            | In Utero                           | Nirvana                         | [ 41 ] |
| 16 tháng 10           | In Pieces                          | Garth Brooks                    | [ 42 ] |
| 23 tháng 10           | In Pieces                          | Garth Brooks                    | [ 43 ] |
| 30 tháng 10           | Bat Out of Hell II: Back Into Hell | Meat Loaf                       | [ 44 ] |
| 6 tháng 11            | Vs.                                | Pearl Jam                       | [ 45 ] |
| 13 tháng 11           | Vs.                                | Pearl Jam                       | [ 46 ] |
| 20 tháng 11           | Vs.                                | Pearl Jam                       | [ 47 ] |
| 27 tháng 11           | Vs.                                | Pearl Jam                       | [ 48 ] |
| 4 tháng 12            | Vs.                                | Pearl Jam                       | [ 49 ] |
| 11 tháng 12           | Doggystyle                         | Snoop Doggy Dogg                | [ 50 ] |
| 18 tháng 12           | Doggystyle                         | Snoop Doggy Dogg                | [ 51 ] |
| 25 tháng 12           | Music Box                          | Mariah Carey                    | [ 52 ] |